# Résultats détaillés des championnats d'Europe d'athlétisme 2010
Résultats détaillés des Championnats d'Europe d'athlétisme 2010 de Barcelone.
| Courses : 100 m - 200 m - 400 m - 800 m - 1 500 m - 5 000 m - 10 000 m - Marathon Obstacles : 100 m haies - 110 m haies - 400 m haies - 3 000 m steeple Marche : 20 km - 50 km Sauts : Hauteur - Longueur - Triple saut - Perche Lancers : Javelot - Disque - Poids - Marteau Relais : 4 × 100 m - 4 × 400 m Épreuves combinées : Décathlon - Heptathlon Légende - Liens externes |

## 100 m
| Rang | Pays        | Athlète              | Temps        |
| ---- | ----------- | -------------------- | ------------ |
| 1    | France      | Christophe Lemaitre  | 10 s 11      |
| 2    | Royaume-Uni | Mark Lewis-Francis   | 10 s 18 (SB) |
| 3    | France      | Martial Mbandjock    | 10 s 18      |
| 4    | Portugal    | Francis Obikwelu     | 10 s 18 (SB) |
| 5    | Royaume-Uni | Dwain Chambers       | 10 s 18      |
| 6    | Norvège     | Jaysuma Saidy Ndure  | 10 s 31      |
| 7    | Italie      | Emanuele Di Gregorio | 10 s 34      |
| 8    | Italie      | Simone Collio        | DNF          |

| Rang | Pays      | Athlète          | Temps        |
| ---- | --------- | ---------------- | ------------ |
| 1    | Allemagne | Verena Sailer    | 11 s 10 (PB) |
| 2    | France    | Véronique Mang   | 11 s 11 (PB) |
| 3    | France    | Myriam Soumaré   | 11 s 18      |
| 4    | Norvège   | Ezinne Okparaebo | 11 s 23 (NR) |
| 5    | Ukraine   | Mariya Ryemyen   | 11 s 31      |
| 6    | Russie    | Anna Gurova      | 11 s 36      |
| 7    | Grèce     | Yeoryía Koklóni  | 11 s 36      |
| 8    | France    | Christine Arron  | 11 s 37      |

## 200 m
| Rang | Pays        | Athlète               | Temps         |
| ---- | ----------- | --------------------- | ------------- |
| 1    | France      | Christophe Lemaitre   | 20 s 37       |
| 2    | Royaume-Uni | Christian Malcolm     | 20 s 38 (SB)  |
| 3    | France      | Martial Mbandjock     | 20 s 42       |
| 4    | Royaume-Uni | Marlon Devonish       | 20 s 62       |
| 5    | Norvège     | Jaysuma Saidy Ndure   | 20 s 63       |
| 6    | Irlande     | Paul Hession          | 20 s 71       |
| 7    | Grèce       | Likoúrgos-S. Tsákonas | 20 s 90       |
| 8    | France      | David Alerte          | 1 min 27 s 24 |

| Rang | Pays    | Athlète                  | Temps            |
| ---- | ------- | ------------------------ | ---------------- |
| 1    | France  | Myriam Soumaré           | 22 s 32 (EL, PB) |
| 2    | Ukraine | Elizaveta Bryzhina       | 22 s 44 (PB)     |
| 3    | Russie  | Aleksandra Fedoriva      | 22 s 44          |
| 4    | France  | Lina Jacques-Sébastien   | 22 s 59 (PB)     |
| 5    | Chypre  | Eléni Artymatá           | 22 s 61 (NR)     |
| —    | Russie  | Anastasiya Kapachinskaya | DQ (dopage)      |
| —    | Russie  | Yuliya Chermoshanskaya   | DQ (dopage)      |
| -    | France  | Véronique Mang           | DQ (faux-départ) |

## 400 m
| Rang | Pays        | Athlète          | Temps        |
| ---- | ----------- | ---------------- | ------------ |
| 1    | Belgique    | Kévin Borlée     | 45 s 08 (SB) |
| 2    | Royaume-Uni | Michael Bingham  | 45 s 23      |
| 3    | Royaume-Uni | Martyn Rooney    | 45 s 23      |
| 4    | Russie      | Vladimir Krasnov | 45 s 24      |
| 5    | Irlande     | David Gillick    | 45 s 28      |
| 6    | France      | Leslie Djhone    | 45 s 30      |
| 7    | Belgique    | Jonathan Borlée  | 45 s 35      |
| 8    | Pologne     | Kacper Kozłowski | 46 s 07      |

| Rang | Pays        | Athlète               | Temps        |
| ---- | ----------- | --------------------- | ------------ |
|      |             | Tatyana Firova        | DQ (2019)    |
| 1    | Russie      | Kseniya Ustalova      | 49 s 92 (PB) |
| 2    | Russie      | Antonina Krivoshapka  | 50 s 10 (SB) |
| 4    | Italie      | Libania Grenot        | 50 s 43 (SB) |
| 5    | Rép.tchèque | Denisa Rosolová       | 50 s 90      |
| 6    | Ukraine     | Antonina Yefremova    | 51 s 67      |
| 7    | Italie      | Marta Milani          | 51 s 87 (PB) |
| 8    | France      | Muriel Hurtis-Houairi | 52 s 05      |

## 800 m
| Rang | Pays        | Athlète            | Temps         |
| ---- | ----------- | ------------------ | ------------- |
| 1    | Pologne     | Marcin Lewandowski | 1 min 47 s 07 |
| 2    | Royaume-Uni | Michael Rimmer     | 1 min 47 s 17 |
| 3    | Pologne     | Adam Kszczot       | 1 min 47 s 22 |
| 4    | Pays-Bas    | Arnoud Okken       | 1 min 47 s 31 |
| 5    | Rép.tchèque | Jakub Holuša       | 1 min 47 s 45 |
| 6    | Espagne     | Kevin López        | 1 min 47 s 82 |
| 7    | Espagne     | Luis Alberto Marco | 1 min 48 s 42 |
| 8    | France      | Hamid Oualich      | 1 min 49 s 77 |

| Rang | Pays        | Athlète          | Temps              |
| ---- | ----------- | ---------------- | ------------------ |
| 1    | Pays-Bas    | Yvonne Hak       | 1 min 58 s 85 (PB) |
| 2    | Royaume-Uni | Jennifer Meadows | 1 min 59 s 39      |
| 3    | Slovaquie   | Lucia Klocová    | 1 min 59 s 48      |
| 4    | Royaume-Uni | Jemma Simpson    | 1 min 59 s 90      |
| 5    | Rép.tchèque | Lenka Masná      | 1 min 59 s 91      |
| 6    | Espagne     | Mayte Martínez   | 1 min 59 s 97      |
| -    | Russie      | Mariya Savinova  | DQ (dopage)        |
| -    | Russie      | Svetlana Klyuka  | DQ (dopage)        |

## 1 500 m
| Rang | Pays        | Athlète            | Temps         |
| ---- | ----------- | ------------------ | ------------- |
| 1    | Espagne     | Arturo Casado      | 3 min 42 s 74 |
| 2    | Allemagne   | Carsten Schlangen  | 3 min 43 s 52 |
| 3    | Espagne     | Manuel Olmedo      | 3 min 43 s 54 |
| 4    | Espagne     | Reyes Estévez      | 3 min 43 s 67 |
| 5    | France      | Yoann Kowal        | 3 min 43 s 71 |
| 6    | Royaume-Uni | Andy Baddeley      | 3 min 43 s 87 |
| 7    | Italie      | Christian Obrist   | 3 min 43 s 91 |
| 8    | Pologne     | Mateusz Demczyszak | 3 min 44 s 42 |

| Rang | Pays        | Athlète           | Temps              |
| ---- | ----------- | ----------------- | ------------------ |
| 1    | Espagne     | Nuria Fernández   | 4 min 00 s 20 (PB) |
| 2    | France      | Hind Dehiba       | 4 min 01 s 17      |
| 3    | Espagne     | Natalia Rodríguez | 4 min 01 s 30 (SB) |
| 4    | Royaume-Uni | Lisa Dobriskey    | 4 min 01 s 54      |
| 5    | Royaume-Uni | Stephanie Twell   | 4 min 02 s 70 (PB) |
| 6    | France      | Fanjanteino Félix | 4 min 04 s 16      |
| 7    | Russie      | Oksana Zbrozhek   | 4 min 04 s 91 (PB) |
| 8    | Royaume-Uni | Hannah England    | 4 min 05 s 07      |

## 5 000 m
| Rang | Pays        | Athlète           | Temps          |
| ---- | ----------- | ----------------- | -------------- |
| 1    | Royaume-Uni | Mohammed Farah    | 13 min 31 s 18 |
| 2    | Espagne     | Jesús España      | 13 min 33 s 12 |
| 3    | Azerbaïdjan | Hayle İbrahimov   | 13 min 34 s 15 |
| 4    | Ukraine     | Serhiy Lebid      | 13 min 38 s 69 |
| 5    | France      | Nouredine Smaïl   | 13 min 38 s 70 |
| 6    | Italie      | Daniele Meucci    | 13 min 40 s 17 |
| 7    | Espagne     | Alemayehu Bezabeh | 13 min 43 s 23 |
| 8    | Royaume-Uni | Chris Thompson    | 13 min 44 s 42 |

| Rang | Pays     | Athlète           | Temps               |
| ---- | -------- | ----------------- | ------------------- |
| 1    | Turquie  | Elvan Abeylegesse | 14 min 54 s 44      |
| 2    | Portugal | Sara Moreira      | 14 min 54 s 71 (PB) |
| 3    | Portugal | Jéssica Augusto   | 14 min 58 s 47      |
| 4    | Italie   | Elena Romagnolo   | 15 min 14 s 40 (SB) |
| 5    | Suisse   | Sabine Fischer    | 15 min 19 s 80 (PB) |
| 6    | Hongrie  | Anikó Kálovics    | 15 min 29 s 44 (SB) |
| 7    | Russie   | Olga Golovkina    | 15 min 31 s 11      |
| 8    | Espagne  | Judith Pla        | 15 min 35 s 01      |

## 10 000 m
| Rang | Pays        | Athlète           | Temps               |
| ---- | ----------- | ----------------- | ------------------- |
| 1    | Royaume-Uni | Mohammed Farah    | 28 min 24 s 99      |
| 2    | Royaume-Uni | Chris Thompson    | 28 min 27 s 33      |
| 3    | Italie      | Daniele Meucci    | 28 min 27 s 33      |
| 4    | Espagne     | A. Lamdassem      | 28 min 34 s 89      |
| 5    | Espagne     | Carles Castillejo | 28 min 49 s 69 (SB) |
| 6    | Suisse      | Christian Belz    | 28 min 54 s 01 (SB) |
| 7    | Italie      | Andrea Lalli      | 29 min 05 s 20      |
| 8    | Portugal    | Youssef El Kalai  | 29 min 07 s 61      |

| Rang | Pays        | Athlète             | Temps               |
| ---- | ----------- | ------------------- | ------------------- |
| 1    | Turquie     | Elvan Abeylegesse   | 31 min 10 s 23 (EL) |
| 2    | Portugal    | Jéssica Augusto     | 31 min 25 s 77      |
| 3    | Pays-Bas    | Hilda Kibet         | 31 min 36 s 90 (SB) |
| 4    | Allemagne   | Sabrina Mockenhaupt | 32 min 06 s 02      |
| 5    | Russie      | Yelena Sokolova     | 32 min 36 s 71      |
| 6    | Hongrie     | Krisztina Papp      | 32 min 49 s 05      |
| 7    | Portugal    | Dulce Félix         | 33 min 12 s 93 (SB) |
| 8    | Biélorussie | Sviatlana Kudzelich | 33 min 31 s 33      |

## Marathon
| Rang | Pays        | Athlète              | Temps           |
| ---- | ----------- | -------------------- | --------------- |
| 1    | Suisse      | Viktor Röthlin       | 2 h 15 min 31 s |
| 2    | Espagne     | José Manuel Martínez | 2 h 17 min 50 s |
| 3    | Russie      | Dmitriy Safronov     | 2 h 18 min 16 s |
| 4    | Italie      | Ruggero Pertile      | 2 h 19 min 33 s |
| 5    | Espagne     | Pablo Villalobos     | 2 h 19 min 56 s |
| 6    | Espagne     | Rafael Iglesias      | 2 h 20 min 14 s |
| 7    | Italie      | Migidio Bourifa      | 2 h 20 min 35 s |
| 8    | Royaume-Uni | Lee Merrien          | 2 h 20 min 42 s |

| Rang | Pays     | Athlète             | Temps           |
| ---- | -------- | ------------------- | --------------- |
| 1    | Italie   | Anna Incerti        | 2 h 32 min 48 s |
| 2    | Ukraine  | Tetyana Filonyuk    | 2 h 33 min 57 s |
| 3    | Suède    | Isabellah Andersson | 2 h 34 min 43 s |
| 4    | Serbie   | Olivera Jevtić      | 2 h 34 min 56 s |
| 5    | Espagne  | Alessandra Aguilar  | 2 h 35 min 04 s |
| 6    | Portugal | Marisa Barros       | 2 h 35 min 43 s |
| 7    | Italie   | Rosaria Console     | 2 h 36 min 20 s |
| 8    | Russie   | Silviya Skvortsova  | 2 h 36 min 31 s |

## 20 km marche
| Rang | Pays      | Athlète             | Temps                |
| ---- | --------- | ------------------- | -------------------- |
| 1    | Italie    | Alex Schwazer       | 1 h 20 min 38 s      |
| 2    | Portugal  | João Vieira         | 1 h 20 min 49 s (SB) |
| 3    | Irlande   | Robert Heffernan    | 1 h 21 min 00 s      |
| 4    | Italie    | Giorgio Rubino      | 1 h 21 min 12 s (SB) |
| 5    | Russie    | Andrey Krivov       | 1 h 21 min 20 s (SB) |
| 6    | Slovaquie | Matej Tóth          | 1 h 21 min 20 s      |
| 7    | Pologne   | Jakub Jelonek       | 1 h 21 min 24 s (SB) |
| 8    | Espagne   | Juan Manuel Molina  | 1 h 22 min 35 s      |
| DQ   | Russie    | Stanislav Emelyanov | 1 h 20 min 10 s      |

| Rang | Pays      | Athlète             | Temps                |
| ---- | --------- | ------------------- | -------------------- |
| 1    | Russie    | Anisya Kirdyapkina  | 1 h 28 min 55 s      |
| 2    | Russie    | Vera Sokolova       | 1 h 29 min 32 s      |
| 3    | Allemagne | Melanie Seeger      | 1 h 29 min 43 s      |
| 4    | Espagne   | Beatriz Pascual     | 1 h 29 min 52 s      |
| 5    | Portugal  | Vera Santos         | 1 h 30 min 52 s      |
| 6    | Lituanie  | Kristina Saltanovič | 1 h 31 min 40 s (SB) |
| 7    | Portugal  | Ana Cabecinha       | 1 h 31 min 48 s      |
| 8    | Portugal  | Inês Henriques      | 1 h 32 min 26 s      |

## 50 km marche
| \| Rang \| Pays \| Athlète \| Temps \| \| ---- \| --------- \| ------------------ \| -------------------- \| \| 1 \| France \| Yohann Diniz \| 3 h 40 min 37 s (EL) \| \| 2 \| Pologne \| Grzegorz Sudoł \| 3 h 42 min 24 s (PB) \| \| 3 \| Russie \| Sergey Bakulin \| 3 h 43 min 26 s (PB) \| \| 4 \| Irlande \| Robert Heffernan \| 3 h 45 min 30 s (NR) \| \| 5 \| Espagne \| Jesús Ángel García \| 3 h 47 min 56 s (SB) \| \| 6 \| Italie \| Marco De Luca \| 3 h 48 min 36 s (SB) \| \| 7 \| Allemagne \| André Höhne \| 3 h 49 min 29 s \| \| 8 \| Pologne \| Lukasz Nowak \| 3 h 51 min 31 s \| |           |                    |                      |
| Rang | Pays      | Athlète            | Temps                |
| 1 | France    | Yohann Diniz       | 3 h 40 min 37 s (EL) |
| 2 | Pologne   | Grzegorz Sudoł     | 3 h 42 min 24 s (PB) |
| 3 | Russie    | Sergey Bakulin     | 3 h 43 min 26 s (PB) |
| 4 | Irlande   | Robert Heffernan   | 3 h 45 min 30 s (NR) |
| 5 | Espagne   | Jesús Ángel García | 3 h 47 min 56 s (SB) |
| 6 | Italie    | Marco De Luca      | 3 h 48 min 36 s (SB) |
| 7 | Allemagne | André Höhne        | 3 h 49 min 29 s      |
| 8 | Pologne   | Lukasz Nowak       | 3 h 51 min 31 s      |

## 110 m haies/100 m haies
| Rang | Pays        | Athlète               | Temps        |
| ---- | ----------- | --------------------- | ------------ |
| 1    | Royaume-Uni | Andy Turner           | 13 s 28 (SB) |
| 2    | France      | Garfield Darien       | 13 s 34 (PB) |
| 3    | Hongrie     | Dániel Kiss           | 13 s 39      |
| 4    | France      | Dimitri Bascou        | 13 s 41 (PB) |
| 5    | Pologne     | Artur Noga            | 13 s 44      |
| 6    | Tchéquie    | Petr Svoboda          | 13 s 57      |
| 7    | Pays-Bas    | Marcel van der Westen | 13 s 58      |
| 8    | Allemagne   | Alexander John        | 13 s 71      |

| Rang | Pays      | Athlète             | Temps        |
| ---- | --------- | ------------------- | ------------ |
| 1    | Turquie   | Nevin Yanıt         | 12 s 63 (NR) |
| 2    | Irlande   | Derval O'Rourke     | 12 s 65 (NR) |
| 3    | Allemagne | Carolin Nytra       | 12 s 68      |
| 4    | Norvège   | Christina Vukicevic | 12 s 78 (SB) |
| 5    | Ukraine   | Yevheniya Snihur    | 12 s 92      |
| 6    | Russie    | Tatyana Dektyareva  | 12 s 98      |
| 7    | Suisse    | Lisa Urech          | 13 s 02      |
| 8    | Allemagne | Nadine Hildebrand   | 13 s 08      |

## 400 m haies
| Rang | Pays         | Athlète              | Temps        |
| ---- | ------------ | -------------------- | ------------ |
| 1    | Royaume-Uni  | David Greene         | 48 s 12 (EL) |
| 2    | Royaume-Uni  | Rhys Williams        | 48 s 96 (PB) |
| 3    | Ukraine      | Stanislav Melnykov   | 49 s 09 (PB) |
| 4    | France       | Héni Kechi           | 49 s 34 (PB) |
| 5    | Grèce        | Periklís Iakovákis   | 49 s 38 (SB) |
| 6    | Rép. tchèque | Josef Prorok         | 49 s 68 (PB) |
| 7    | Russie       | Aleksandr Derevyagin | 49 s 70 (SB) |
| 8    | France       | Fadil Bellaabouss    | 1 min 2 s 94 |

| Rang | Pays        | Athlète              | Temps            |
| ---- | ----------- | -------------------- | ---------------- |
| 1    | Russie      | Natalya Antyukh      | 52 s 92 (CR, EL) |
| 2    | Bulgarie    | Vania Stambolova     | 53 s 82 (NR)     |
| 3    | Royaume-Uni | Perri Shakes-Drayton | 54 s 18 (PB)     |
| 4    | Rép.tchèque | Zuzana Hejnová       | 54 s 30          |
| 5    | Roumanie    | Angela Moroşanu      | 54 s 58 (SB)     |
| 6    | Russie      | Yevgeniya Isakova    | 54 s 59 (SB)     |
| 7    | Russie      | Natalya Ivanova      | 55 s 51          |
| 8    | Royaume-Uni | Eilidh Child         | 55 s 51          |

## 3 000 m steeple
| Rang | Pays      | Athlète                  | Temps              |
| ---- | --------- | ------------------------ | ------------------ |
| 1    | France    | Mahiedine Mekhissi       | 8 min 7 s 87 (CR)  |
| 2    | France    | Bouabdellah Tahri        | 8 min 9 s 28       |
| 3    | Moldavie  | Ion Luchianov            | 8 min 19 s 64 (SB) |
| 4    | Pologne   | Tomasz Szymkowiak        | 8 min 23 s 37      |
| 5    | Allemagne | Steffen Uliczka          | 8 min 25 s 39 (PB) |
| 6    | Espagne   | Eliseo Martín            | 8 min 27 s 49      |
| 7    | Norvège   | Bjørnar Ustad Kristensen | 8 min 27 s 89      |
| 8    | Portugal  | Alberto Paulo            | 8 min 28 s 08      |

| Rang | Pays        | Athlète              | Temps              |
| ---- | ----------- | -------------------- | ------------------ |
| 1    | Russie      | Yuliya Zarudneva     | 9 min 17 s 57 (CR) |
| 2    | Royaume-Uni | Hatti Dean           | 9 min 30 s 19 (PB) |
| 3    | Pologne     | Wioletta Frankiewicz | 9 min 34 s 13      |
| 4    | Azerbaïdjan | Layes Abdullayeva    | 9 min 34 s 75 (NR) |
| 5    | France      | Sophie Duarte        | 9 min 35 s 52 (SB) |
| 6    | Espagne     | Zulema Fuentes-Pila  | 9 min 35 s 71 (SB) |
| 7    | Roumanie    | Ancuţa Bobocel       | 9 min 41 s 20      |
| 8    | Pologne     | Katarzyna Kowalska   | 9 min 42 s 47      |
| DQ   | Espagne     | Marta Domínguez      | -                  |
| DQ   | Russie      | Lyubov Kharlamova    | -                  |

## Relais 4 × 100 m
| Rang | Pays      | Athlètes                                                                     | Temps        |
| ---- | --------- | ---------------------------------------------------------------------------- | ------------ |
| 1    | France    | Jimmy Vicaut Christophe Lemaitre Pierre-Alexis Pessonneaux Martial Mbandjock | 38 s 11 (EL) |
| 2    | Italie    | Roberto Donati Simone Collio Emanuele Di Gregorio Maurizio Checcucci         | 38 s 17 (NR) |
| 3    | Allemagne | Tobias Unger Marius Broening Alexander Kosenkow Martin Keller                | 38 s 44      |
| 4    | Suisse    | Pascal Mancini Aron Beyene Reto Amaru Schenkel Marc Schneeberger             | 38 s 69 (NR) |
| 5    | Pologne   | Dariusz Kuć Paweł Stempel Robert Kubaczyk Kamil Kryński                      | 38 s 83      |
| 6    | Portugal  | Ricardo Monteiro Francis Obikwelu Arnaldo Abrantes João Ferreira             | 38 s 88 (NR) |
| 7    | Finlande  | Hannu Ali-Huokuna Joni Rautanen Jonathan Åstrand Hannu Hämäläinen            | 39 s 29 (NR) |
| 8    | Espagne   | Alain López Ángel David Rodríguez Orkatz Beitia Rubén Pros                   | DNF          |

| Rang | Pays        | Athlète                                                                     | Temps        |
| ---- | ----------- | --------------------------------------------------------------------------- | ------------ |
| 1    | Ukraine     | Olesya Povh Nataliya Pohrebnyak Mariya Ryemyen Elizaveta Bryzhina           | 42 s 29 (WL) |
| 2    | France      | Myriam Soumaré Véronique Mang Lina Jacques-Sébastien Christine Arron        | 42 s 45      |
| 3    | Pologne     | Marika Popowicz Daria Korczyńska Marta Jeschke Weronika Wedler              | 42 s 68      |
| 4    | Biélorussie | Yulia Nestsiarenka Katsiaryna Shumak Alena Neumiarzhitskaya Yuliya Balykina | 43 s 18      |
| 5    | Espagne     | Ana Torrijos Digna Luz Murillo Estela García Amparo María Cotán             | 43 s 45      |
| 6    | Suède       | Emma Rienas Lena Berntsson Elina Backman Moa Hjelmer                        | 43 s 75      |
| -    | Belgique    | Olivia Borlée Hanna Mariën Élodie Ouédraogo Frauke Penen                    | DNF          |
| -    | Russie      | Yuna Mekhti-Zade Aleksandra Fedoriva Yulia Gushchina Yuliya Chermoshanskaya | DQ (dopage)  |

## Relais 4 × 400 m
| Rang | Pays        | Athlètes                                                              | Temps         |
| ---- | ----------- | --------------------------------------------------------------------- | ------------- |
| 1    | Russie      | Maksim Dyldin Aleksey Aksyonov Pavel Trenikhin Vladimir Krasnov       | 3 min 2 s 14  |
| 2    | Royaume-Uni | Conrad Williams Michael Bingham Robert Tobin Martyn Rooney            | 3 min 2 s 25  |
| 3    | Belgique    | Arnaud Destatte Kévin Borlée Cédric Van Branteghem Jonathan Borlée    | 3 min 2 s 60  |
| 4    | Allemagne   | Kamghe Gaba Bastian Swillims Eric Krüger Thomas Schneider             | 3 min 02 s 65 |
| 5    | Pologne     | Marcin Marciniszyn Daniel Dąbrowski Piotr Klimczak Kacper Kozłowski   | 3 min 03 s 42 |
| 6    | France      | Leslie Djhone Yannick Fonsat Mame-Ibra Anne Teddy Venel               | 3 min 03 s 85 |
| 7    | Pays-Bas    | Joeri Moerman Youssef El Rhalfioui Dennis Spillekom Robert Lathouwers | 3 min 04 s 13 |
| 8    | Italie      | Marco Vistalli Luca Galletti Claudio Licciardello Andrea Barberi      | 3 min 04 s 20 |

| Rang | Pays        | Athlète                                                                          | Temps              |
| ---- | ----------- | -------------------------------------------------------------------------------- | ------------------ |
| 1    | Allemagne   | Fabienne Kohlmann Esther Cremer Janin Lindenberg Claudia Hoffmann                | 3 min 24 s 07      |
| 2    | Royaume-Uni | Nicola Sanders Marilyn Okoro Lee McConnell Perri Shakes-Drayton                  | 3 min 24 s 32      |
| 3    | Italie      | Chiara Bazzoni Marta Milani Maria Enrica Spacca Libania Grenot                   | 3 min 25 s 71 (NR) |
| 4    | Ukraine     | Darya Prystupa Hanna Titimets Alina Lohvychenko Antonina Yefremova               | 3 min 28 s 03      |
| 5    | France      | Marie-Angélique Lacordelle Muriel Hurtis-Houairi Thélia Sigère Virginie Michanol | 3 min 28 s 11      |
| 6    | Roumanie    | Angela Moroşanu Anamaria Ioniţă Bianca Razor Mirela Lavric                       | 3 min 29 s 75      |
| DQ   | Russie      | Anastasiya Kapachinskaya Antonina Krivoshapka Kseniya Ustalova Tatyana Firova    | 3 min 21 s 26      |
| DQ   | Biélorussie | Katsiaryna Mishyna Alena Kievich Hanna Tashpulatava Sviatlana Usovich            | 3 min 28 s 74      |

## Saut en hauteur
| Rang | Pays         | Athlète              | Marque      |
| ---- | ------------ | -------------------- | ----------- |
| 1    | Russie       | Aleksandr Shustov    | 2,33 m      |
| 2    | Russie       | Ivan Ukhov           | 2,31 m      |
| 3    | Royaume-Uni  | Martyn Bernard       | 2,29 m (SB) |
| 4    | Suède        | Linus Thörnblad      | 2,29 m      |
| 5    | Rép. tchèque | Jaroslav Bába        | 2,26 m      |
| 6    | Ukraine      | Oleksandr Nartov     | 2,26 m (SB) |
| 7    | Russie       | Aleksey Dmitrik      | 2,26 m      |
| 8    | Grèce        | Konstadínos Baniótis | 2,23 m      |

| Rang | Pays      | Athlète            | Marque      |
| ---- | --------- | ------------------ | ----------- |
| 1    | Croatie   | Blanka Vlašić      | 2,03 m (EL) |
| 2    | Suède     | Emma Green         | 2,01 m (PB) |
| 3    | Allemagne | Ariane Friedrich   | 2,01 m      |
| 4    | Russie    | Svetlana Shkolina  | 1,97 m      |
| 5    | Belgique  | Tia Hellebaut      | 1,97 m (SB) |
| 6    | Ukraine   | Viktoriya Styopina | 1,95 m (SB) |
| 6    | Espagne   | Ruth Beitia        | 1,95 m      |
| 8    | Grèce     | Adonía Steryíou    | 1,92 m (SB) |

## Saut en longueur
| Rang | Pays        | Athlète         | Marque          |
| ---- | ----------- | --------------- | --------------- |
| 1    | Allemagne   | Christian Reif  | 8,47 m (WL, PB) |
| 2    | France      | Kafétien Gomis  | 8,24 m (PB)     |
| 3    | Royaume-Uni | Chris Tomlinson | 8,23 m (SB)     |
| 4    | France      | Salim Sdiri     | 8,20 m          |
| 5    | Italie      | Andrew Howe     | 8,12 m          |
| 6    | Grèce       | Louis Tsatoumas | 8,09 m (SB)     |
| 7    | Finlande    | Petteri Lax     | 7,96 m          |
| 8    | Espagne     | Eusebio Cáceres | 7,93 m          |

| Rang | Pays        | Athlète             | Marque      |
| ---- | ----------- | ------------------- | ----------- |
| 1    | Lettonie    | Ineta Radeviča      | 6,92 m (NR) |
| 2    | Portugal    | Naide Gomes         | 6,92 m (SB) |
| 3    | Russie      | Olga Kucherenko     | 6,84 m (w)  |
| 4    | Ukraine     | Viktoriya Rybalko   | 6,78 m (w)  |
| 5    | Russie      | Lyudmila Kolchanova | 6,75 m      |
| 6    | Biélorussie | Nastassia Mironchyk | 6,75 m      |
| 7    | Slovaquie   | Renáta Medgyesová   | 6,71 m (PB) |
| 8    | Serbie      | Ivana Španović      | 6,60 m      |

## Saut à la perche
| Rang | Pays      | Athlète               | Marque      |
| ---- | --------- | --------------------- | ----------- |
| 1    | France    | Renaud Lavillenie     | 5,85 m      |
| 2    | Ukraine   | Maksym Mazuryk        | 5,80 m (SB) |
| 3    | Pologne   | Przemysław Czerwiński | 5,75 m (SB) |
| 4    | Italie    | Giuseppe Gibilisco    | 5,75 m (SB) |
| 5    | France    | Damiel Dossevi        | 5,70 m      |
| 6    | Allemagne | Fabian Schulze        | 5,70 m (SB) |
| 7    | Pologne   | Łukasz Michalski      | 5,65 m      |
| 8    | France    | Romain Mesnil         | 5,60 m      |

| Rang | Pays         | Athlète             | Marque      |
| ---- | ------------ | ------------------- | ----------- |
| 1    | Russie       | Svetlana Feofanova  | 4,75 m (EL) |
| 2    | Allemagne    | Silke Spiegelburg   | 4,65 m      |
| 3    | Allemagne    | Lisa Ryzih          | 4,65 m (PB) |
| 4    | Biélorussie  | Anastasia Shvedova  | 4,65 m (NR) |
| 5    | Rép. tchèque | Jiřina Ptácniková   | 4,65 m      |
| 6    | Royaume-Uni  | Kate Dennison       | 4,55 m (SB) |
| 7    | Russie       | Yuliya Golubchikova | 4,55 m      |
| 8    | Norvège      | Cathrine Larsåsen   | 4,35 m (NR) |

## Triple saut
| Rang | Pays        | Athlète           | Marque       |
| ---- | ----------- | ----------------- | ------------ |
| 1    | Royaume-Uni | Phillips Idowu    | 17,81 m (PB) |
| 2    | Roumanie    | Marian Oprea      | 17,51 m (SB) |
| 3    | France      | Teddy Tamgho      | 17,45 m      |
| 4    | Ukraine     | Viktor Kuznyetsov | 17,29 m (PB) |
| 5    | France      | Benjamin Compaoré | 16,99 m      |
| 6    | Russie      | Lyukman Adams     | 16,78 m      |
| 7    | Slovaquie   | Dmitrij Vaľukevič | 16,77 m      |
| 8    | Italie      | Fabrizio Schembri | 16,73 m      |

| Rang | Pays      | Athlète             | Marque       |
| ---- | --------- | ------------------- | ------------ |
| 1    | Ukraine   | Olha Saladukha      | 14,81 m (EL) |
| 2    | Italie    | Simona La Mantia    | 14,56 m (SB) |
| 3    | Belgique  | Svetlana Bolshakova | 14,55 m (NR) |
| 4    | Russie    | Nadezhda Alekhina   | 14,45 m      |
| 5    | Roumanie  | Adelina Gavrilă     | 14,33 m      |
| 6    | Slovénie  | Snežana Rodic       | 14,32 m      |
| 7    | Slovaquie | Dana Veldáková      | 14,16 m      |
| 8    | Portugal  | Patrícia Mamona     | 14,07 m      |

## Lancer du javelot
| Rang | Pays      | Athlète              | Marque       |
| ---- | --------- | -------------------- | ------------ |
| 1    | Norvège   | Andreas Thorkildsen  | 88,37 m      |
| 2    | Allemagne | Matthias de Zordo    | 87,81 m (PB) |
| 3    | Finlande  | Tero Pitkämäki       | 86,67 m      |
| 4    | Ukraine   | Oleksandr Pyatnytsya | 82,01 m      |
| 5    | Finlande  | Teemu Wirkkala       | 81,76 m      |
| 6    | Lettonie  | Ainārs Kovals        | 81,19 m      |
| 7    | Russie    | Sergey Makarov       | 80,86 m      |
| 8    | Ukraine   | Roman Avramenko      | 79,52 m      |

| Rang | Pays         | Athlète             | Marque       |
| ---- | ------------ | ------------------- | ------------ |
| 1    | Allemagne    | Linda Stahl         | 66,81 m (PB) |
| 2    | Allemagne    | Christina Obergföll | 65,58 m      |
| 3    | Rép. tchèque | Barbora Špotáková   | 65,36 m      |
| 4    | Allemagne    | Katharina Molitor   | 63,81 m      |
| 5    | Russie       | Mariya Abakumova    | 61,46 m (DQ) |
| 6    | Espagne      | Mercedes Chilla     | 61,40 m      |
| 7    | Slovénie     | Martina Ratej       | 60,99 m      |
| 8    | Lettonie     | Madara Palameika    | 60,78 m      |

## Lancer du disque
| Rang | Pays      | Athlète           | Marque       |
| ---- | --------- | ----------------- | ------------ |
| 1    | Pologne   | Piotr Małachowski | 68,87 m (CR) |
| 2    | Allemagne | Robert Harting    | 68,47 m      |
| 3    | Hongrie   | Róbert Fazekas    | 66,43 m (SB) |
| 4    | Estonie   | Gerd Kanter       | 66,20 m      |
| 5    | Lituanie  | Virgilijus Alekna | 64,64 m      |
| 6    | Espagne   | Mario Pestano     | 64,51 m      |
| 7    | Allemagne | Martin Wierig     | 63,32 m      |
| 8    | Roumanie  | Sergiu Ursu       | 63,11 m      |

| Rang | Pays      | Athlète           | Marque       |
| ---- | --------- | ----------------- | ------------ |
| 1    | Croatie   | Sandra Perković   | 64,67 m      |
| 2    | Roumanie  | Nicoleta Grasu    | 63,48 m      |
| 3    | Pologne   | Joanna Wiśniewska | 62,37 m (SB) |
| 4    | Russie    | Natalya Sadova    | 61,20 m      |
| 5    | Lituanie  | Zinaida Sendriūtė | 60,70 m (PB) |
| 6    | Serbie    | Dragana Tomasević | 60,10 m      |
| 7    | Allemagne | Sabine Rumpf      | 58,89 m      |
| 8    | Allemagne | Nadine Müller     | 57,78 m      |

## Lancer du poids
andrei mikhnevich blr disqualifié a vie,tous ses résultats depuis 2005

sont annulés.source iaaf 2013.
| Rang | Pays        | Athlète            | Marque     |
| ---- | ----------- | ------------------ | ---------- |
| 1    | Pologne     | Tomasz Majewski    | 21,00 m    |
| 2    | Allemagne   | Ralf Bartels       | 20,93 m    |
| 3    | Lettonie    | Māris Urtāns       | 20,72 m    |
| 4    | Allemagne   | David Storl        | 20,57 m    |
| 5    | Croatie     | Nedžad Mulabegović | 20,56 (PB) |
| 6    | Tchéquie    | Antonín Žalský     | 20,01 m    |
| 7    | Serbie      | Asmir Kolašinac    | 19,77 m    |
| 8    | Pologne     | Jakub Giża         | 19,73 m    |
| DQ   | Biélorussie | Andrei Mikhnevich  | 21,01 m    |
| DQ   | Biélorussie | Pavel Lyzhyn       | 20,11 m    |

| Rang | Pays        | Athlète                       | Marque  |
| ---- | ----------- | ----------------------------- | ------- |
| 1    | Russie      | Anna Avdeyeva                 | 19,39 m |
| 2    | Biélorussie | Yanina Karolchyk-Pravalinskay | 19,29 m |
| 3    | Russie      | Olga Ivanova                  | 19,02 m |
| 4    | Allemagne   | Petra Lammert                 | 18,94 m |
| 5    | Allemagne   | Nadine Kleinert               | 18,94 m |
| 6    | Allemagne   | Denise Hinrichs               | 18,48 m |
| 7    | Suède       | Helena Engman                 | 18,11 m |
| 6    | Géorgie     | Mariam Kevkhishvili           | 17,87 m |

## Lancer du marteau
| Rang | Pays        | Athlète               | Marque       |
| ---- | ----------- | --------------------- | ------------ |
| 1    | Slovaquie   | Libor Charfreitag     | 80,02 m      |
| 2    | Italie      | Nicola Vizzoni        | 79,12 m (SB) |
| 3    | Hongrie     | Krisztián Pars        | 79,06 m      |
| 4    | Biélorussie | Valeriy Sviatokha     | 78,20 m      |
| 5    | Pologne     | Szymon Ziólkowski     | 77,99 m (SB) |
| 6    | Ukraine     | Oleksiy Sokyrskyy     | 76,62 m (PB) |
| 7    | Pologne     | Wojciech Kondratowicz | 75,30 m      |
| 8    | Russie      | Igor Vinichenko       | 74,71 m      |

| Rang | Pays      | Athlète          | Marque       |
| ---- | --------- | ---------------- | ------------ |
| 1    | Allemagne | Betty Heidler    | 76,38 m (SB) |
| 2    | Russie    | Tatyana Lysenko  | 75,65 m      |
| 3    | Pologne   | Anita Włodarczyk | 73,56 m      |
| 4    | Roumanie  | Bianca Perie     | 71,62 m      |
| 5    | Moldavie  | Marina Marghieva | 70,77 m      |
| 6    | Italie    | Silvia Salis     | 68,85 m      |
| 7    | Finlande  | Merja Korpela    | 68,21 m      |
| 8    | Espagne   | Berta Castells   | 68,20 m      |
| DQ   | Moldavie  | Zalina Marghieva | 70,83 m      |

## Décathlon/Heptathlon
| Rang | Pays        | Athlète            | Points         |
| ---- | ----------- | ------------------ | -------------- |
| 1    | France      | Romain Barras      | 8 453 pts (EL) |
| 2    | Pays-Bas    | Eelco Sintnicolaas | 8 436 pts (PB) |
| 3    | Biélorussie | Andrei Krauchanka  | 8 370 pts (SB) |
| 4    | Estonie     | Mikk Pahapill      | 8 298 pts (PB) |
| 5    | Belgique    | Hans Van Alphen    | 8 072 pts (PB) |
| 6    | Lituanie    | Darius Draudvila   | 8 032 pts (PB) |
| 7    | Russie      | Aleksey Drozdov    | 8 029 pts      |
| 8    | Biélorussie | Eduard Mikhan      | 7 999 pts (PB) |

| Rang | Pays         | Athlète            | Points             |
| ---- | ------------ | ------------------ | ------------------ |
| 1    | Royaume-Uni  | Jessica Ennis      | 6 823 pts (CR, EL) |
| 2    | Ukraine      | Nataliya Dobrynska | 6 778 pts (PB)     |
| 3    | Allemagne    | Jennifer Oeser     | 6 683 pts (PB)     |
| 4    | Pologne      | Karolina Tymińska  | 6 230 pts (SB)     |
| 5    | Ukraine      | Lyudmyla Yosypenko | 6 206 pts          |
| 6    | Rép. tchèque | Eliška Klučinová   | 6 187 pts          |
| 7    | Russie       | Marina Goncharova  | 6 186 pts (SB)     |
| 8    | Allemagne    | Maren Schwerdtner  | 6 167 pts (SB)     |
| DQ   | Russie       | Tatyana Chernova   | 6 512 pts          |

## Légende
Records et Performances
- AR : Record continental (area record)
- CR : Record des championnats (championship record)
- MR : Record du meeting (meet record)
- NR : Record national (national record)
- OR : Record olympique (olympic record)
- PR : Record paralympique (paralympic record)
- PB : Record personnel (personal best)
- SB : Meilleure performance personnelle de la saison (season's best)
- WL : Meilleure performance mondiale de l'année (world leader)
- WJR : Record du monde junior (world junior record)
- WR : Record du monde (world record)

Circonstances et Conditions
- DNF : N'a pas terminé (did not finish)
- DNS : N'a pas pris le départ (did not start)
- DQ : Disqualification (disqualification)
- NM : Aucun essai valable enregistré (No Mark)
- Q : Qualifié « directement » au prochain tour (ou à la prochaine compétition), lors d'une compétition majeure, grâce au classement ou à la réalisation des minima (automatic qualifier)
- q : Qualifié au prochain tour (ou à la prochaine compétition), lors d'une compétition majeure, grâce au repêchage ou à la réalisation de l'une des meilleures performances parmi celles des « non qualifiés directement » (grâce au meilleur temps ou à la meilleure distance par exemple) (secondary qualifier)

## Coupe d'Europe de marathon
(minimum trois coureurs, maximum six, seuls les trois premiers arrivés comptent pour le classement)
- féminine : 1re  Russie, 2e  Italie, 3e  Royaume-Uni ;
- masculine : 1er  Espagne, 2e  Russie, 3e  Italie.